# Leuciris beneciliata
Leuciris beneciliata là một loài bướm đêm trong họ Geometridae.